# Cirrospilus jiangxiensis
Cirrospilus jiangxiensis is een vliesvleugelig insect uit de familie Eulophidae. De wetenschappelijke naam is voor het eerst geldig gepubliceerd in 1992 door Sheng & Wang.